# Philippe de Raymond
Pour les articles homonymes, voir Raymond.
Philippe Marie Henri de Raymond Ainé est un homme politique français, ayant été maire de Marseille du 13 avril 1815 au 8 août 1815.

## Biographie
Philippe Marie Henri de Raymond est le fils du négociant Jean François Esprit de Raymond (1756-1831), premier adjoint au maire de Marseille, et de Marie Josèphe Madeleine Bertrand.
Jean-Baptiste de Montgrand démissionne de ses fonctions de maire dès le retour de Napoléon de l’île d’Elbe ; son premier adjoint Philippe Raymond aîné est alors nommé maire par intérim à compter du 13 avril 1815. 
Sous son mandat a lieu après la défaite de Waterloo, le « massacre des mameluks », orientaux d’origines diverses immigrés à Marseille après la campagne d’Égypte. C’est également du temps de son remplacement qu’a lieu le débarquement à Marseille des troupes britanniques sous le commandement de Lord Exmounth et de Sir Hudson Lowe, futur geôlier de Napoléon à Sainte-Hélène. 
Montgrand retrouvera ses fonctions de maire par la suite.
Marié avec Hortense Hesse, il est le beau-père du préfet Abel Rogniat.